# Physoloba heliconoides
Physoloba heliconoides är en fjärilsart som beskrevs av Butler 1882. Physoloba heliconoides ingår i släktet Physoloba och familjen mätare. Inga underarter finns listade i Catalogue of Life.